# 骨抜きE.P.
『骨抜きE.P.』（ほねぬきイーピー）は、ポルカドットスティングレイの1枚目のEP。2016年11月9日、半泣きビビレコーズより発売。

## 概要
- 初の全国流通盤。CDとデジタル配信の2形態が存在する。
- CDはTower Records限定での販売。[1]Tower Records全店総合ランキングでは週間2位を記録した。[2]
- 収録曲のうち、「人魚」「テレキャスター・ストライプ」にはPVが制作された。監督は「人魚」が加藤マニ、「テレキャスター・ストライプ」はメンバーの雫本人が務めている。また、ミツヤスカズマ本人による「テレキャスター・ストライプ」のドラムパートのみ動画も存在する。

## 収録曲
- 全作詞／全作曲：雫、全編曲：ポルカドットスティングレイ

| #         | タイトル                       | 作詞  | 作曲・編曲 | 時間  |
| --------- | ------------------------------ | ----- | ---------- | ----- |
| 1.        | 「ハルシオン」                 |       |            | 3：52 |
| 2.        | 「心ここに在らず」             |       |            | 4：59 |
| 3.        | 「人魚」                       |       |            | 3：35 |
| 4.        | 「テレキャスター・ストライプ」 |       |            | 3：53 |
| 合計時間: | 合計時間:                      | 16:20 |            |       |